# 79 Eurynome
A 79 Eurynome a Naprendszer kisbolygóövében található aszteroida. James Craig Watson fedezte fel 1863. szeptember 14-én.